# Język północnofryzyjski

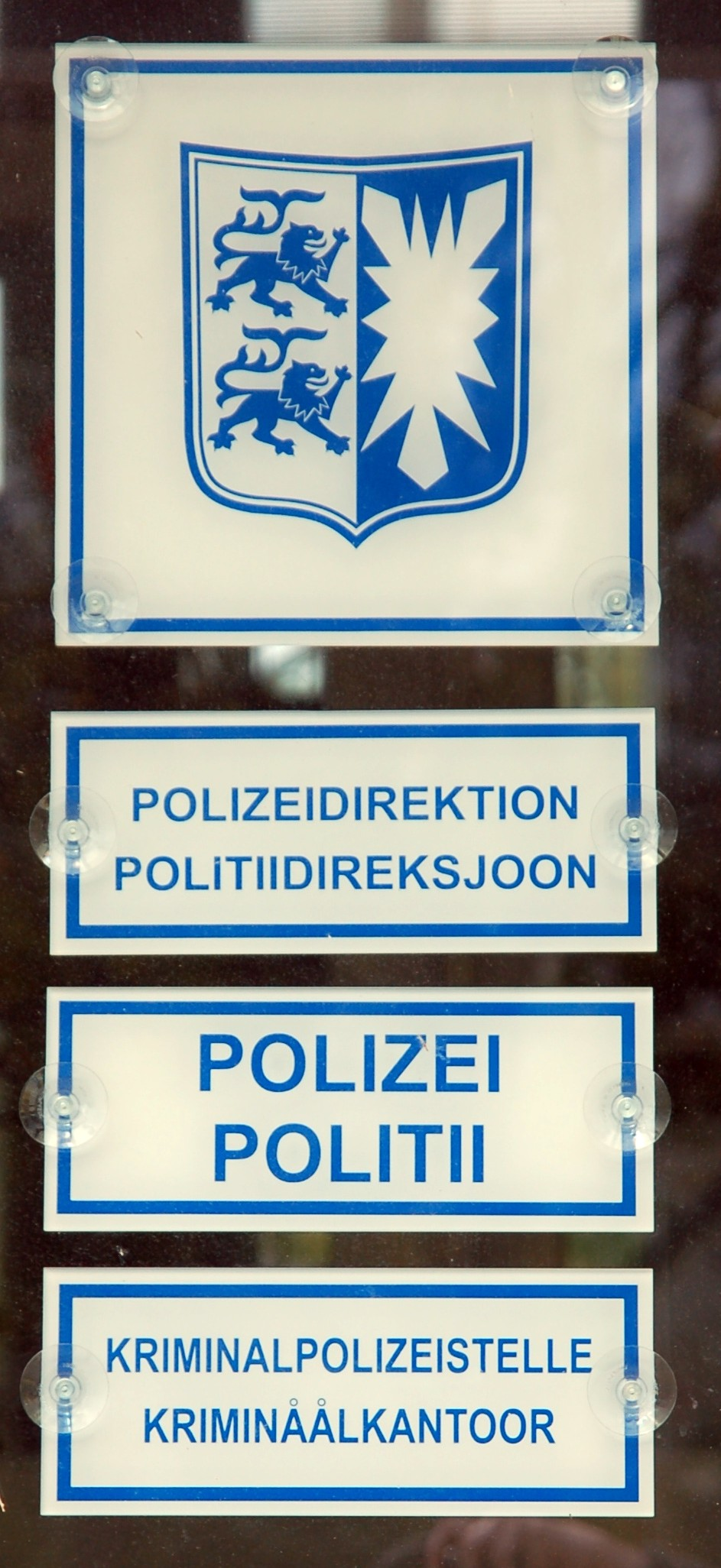
Dwujęzyczny znak w Niemczech

Język północnofryzyjski – język mniejszościowy w Niemczech, jeden z dialektów języka fryzyjskiego, którym posługuje się około 10 tys. użytkowników, głównie w rejonie Fryzji.
Język północnofryzyjski jest językiem zagrożonym wymarciem – wyjątkami są wioski na wyspach Föhr i Amrum, a także w rejonie Risum-Lindholm. Wszyscy użytkownicy języka północnofryzyjskiego są dwujęzyczni (język północnofryzyjski, standardowy niemiecki). Wielu jest trójjęzycznych (język północnofryzyjski, standardowy niemiecki i język dolnoniemiecki), a wśród mieszkańców pasa przygranicznego z Danią rozpowszechniona była czterojęzyczność (język północnofryzyjski, standardowy niemiecki, język dolnoniemiecki i południowojutlandzki dialekt języka duńskiego). 24 grudnia 2004 język północnofryzyjski otrzymał status języka urzędowego w powiecie Nordfriesland i na wyspie Helgoland.

## Dialekty
Istnieją dwa główne podziały geograficzne języka północnofryzyjskiego: dialekty kontynentalne i dialekty wyspiarskie.
- język północnofryzyjski
  - Dialekty kontynentalne
    - Mooring
    - Goesharde Frisian
    - Wiedingharde Frisian
    - Halligen Frisian
    - Karrharde Frisian

  - Dialekty wyspiarskie
    - Söl'ring
    - Fering
    - Öömrang
    - Heligolandic